# Gestando a la Halibour
Gestando a la Halibour es el álbum debut de Alfredo Casero, acreditado a dúo con Mex Urtizberea . Publicado en 1994 por DBN, el disco cuenta con la participación de la Halibour Fiberglass Sereneiders, banda formada por el mismo Casero y que cuenta con músicos de reconocida trayectoria, tales como Lito Epumer, Javier Malosetti, Hernán Magliano, y Juan Carlos "Mono" Fontana.

## Temas
| #  | Título                                  | Autor (es)                                                                  | Tiempo |
| -- | --------------------------------------- | --------------------------------------------------------------------------- | ------ |
| 1  | Introducción                            |                                                                             | 0:30   |
| 2  | Endrogada en Adrogué                    | Alfredo Casero, Mex Urtizberea                                              | 4:06   |
| 3  | Recomendaciones                         |                                                                             | 0:21   |
| 4  | Nieva en Moscú                          | Mex Urtizberea                                                              | 2:51   |
| 5  | Piel De Cereza                          | Alfredo Casero, Mex Urtizberea                                              | 3:41   |
| 6  | Aquel Terrible Champán                  | Alfredo Casero                                                              | 2:38   |
| 7  | Jean Pierre                             | Miles Davis                                                                 | 7:31   |
| 8  | Gonzales Catán                          | Alfredo Casero, Javier Malosetti                                            | 0:23   |
| 9  | Manicero GO HOME                        | Alfredo Casero, Mex Urtizberea                                              | 6:02   |
| 10 | Durmiendo con Sunie                     | Alfredo Casero, Mex Urtizberea, Mono Fontana, Lito Epumer, Javier Malosetti | 3:20   |
| 11 | Poesía                                  | Alfredo Casero, Chaikovski                                                  | 0:55   |
| 12 | Put On The Lord All                     | Alfredo Casero, Mex Urtizberea                                              | 3:30   |
| 13 | Locachi chiró pela chanela a sua mulier | Alfredo Casero, Nicolás Posse                                               | 1:40   |
| 14 | Altopalermo Rastamán                    | Alfredo Casero, Mex Urtizberea                                              | 4:50   |
| 15 | Usá Condón                              | Mex Urtizberea                                                              | 1:38   |
| 16 | Blues de Shakespeare                    | Alfredo Casero, Lito Vitale, Javier Malosetti, Mono Fontana, Horacio López  | 5:54   |
| 17 | Gonzales Catán (reprise)                | Alfredo Casero, Javier Malosetti                                            | 0:19   |
| 18 | Nieva en Moscú (reprise)                | Mex Urtizberea                                                              | 1:58   |

## Personal
- Alfredo Casero: voz (1 a 6, 8 a 14 y 16 a 18), trompeta (7)
- Mex Urtizberea: coros (2), saxo (7), batería (9 y 10), voces (9), solo de piano (9), segunda voz (13), voz (15), percusión (15), tanque de nafta chevrolet 400 (15)
- Hernán Magliano: guitarra (2 y 13), programación (13), solo de guitarra (18)
- Fabio Alberti: coros (2), percusión (14)
- Nicolás Posse: programación (2 y 13), voces (9)
- Juan Carlos "Mono Fontana: arreglos (4), Kurzweill K 2000 (4, 5, 7, 9, 10, 12, 14, 16 y 18), solo de trompeta (16)
- Alex Batista: saxo (5), solo de saxo (12)
- Andy Clota: guitarra (5, 12, 14 y 18)
- Javier Malosetti: bajo (5, 7, 8, 9, 10, 12, 14, 17 y 18), batería (7), contrabajo (16)
- Santiago Beliotti: batería (5, 12, 14 y 18)
- Eugenio Perpetua: coros (5)
- Gabriel Rivano: bandoneón (6)
- Lito Epumer: guitarra (7, 9 y 10)
- Mario Breuer: voces (9)
- Lito Vitale: órgano (14), piano (16)
- Horacio López: batería (16)
- Mario Altamirano: técnico de grabación
- Laura Ponzo: técnica de grabación
- Nicolás Posse: compaginación creativa
- Mario Breuer: compaginación creativa, mezclas
- Raquel Cejas: arte de tapa
- Vanina Steiner: arte de tapa
- Claudio Cabado: fotos de tapa
- Rodrigo Furth: fotos de tapa, fotos internas
- Carolina: fotos internas
- Hernán Magliano: mezclas